# Sparganothis pettitana
The Maple-basswood Leafroller (Sparganothis pettitana) là một loài bướm đêm thuộc họ Tortricidae. Nó được tìm thấy ở miền đông Bắc Mỹ, from Nova Scotia to Florida, phía tây đến Texas.
Sải cánh dài khoảng 20 mm. Con trưởng thành bay từ tháng 5 đến tháng 7. Có một lứa một năm.
Ấu trùng ăn the leaves of cây táo, basswood và cây thích.